# Échenay
Échenay – miejscowość i gmina we Francji, w regionie Grand Est, w departamencie Górna Marna.
Według danych na rok 1990 gminę zamieszkiwały 93 osoby, a gęstość zaludnienia wynosiła 10 osób/km².

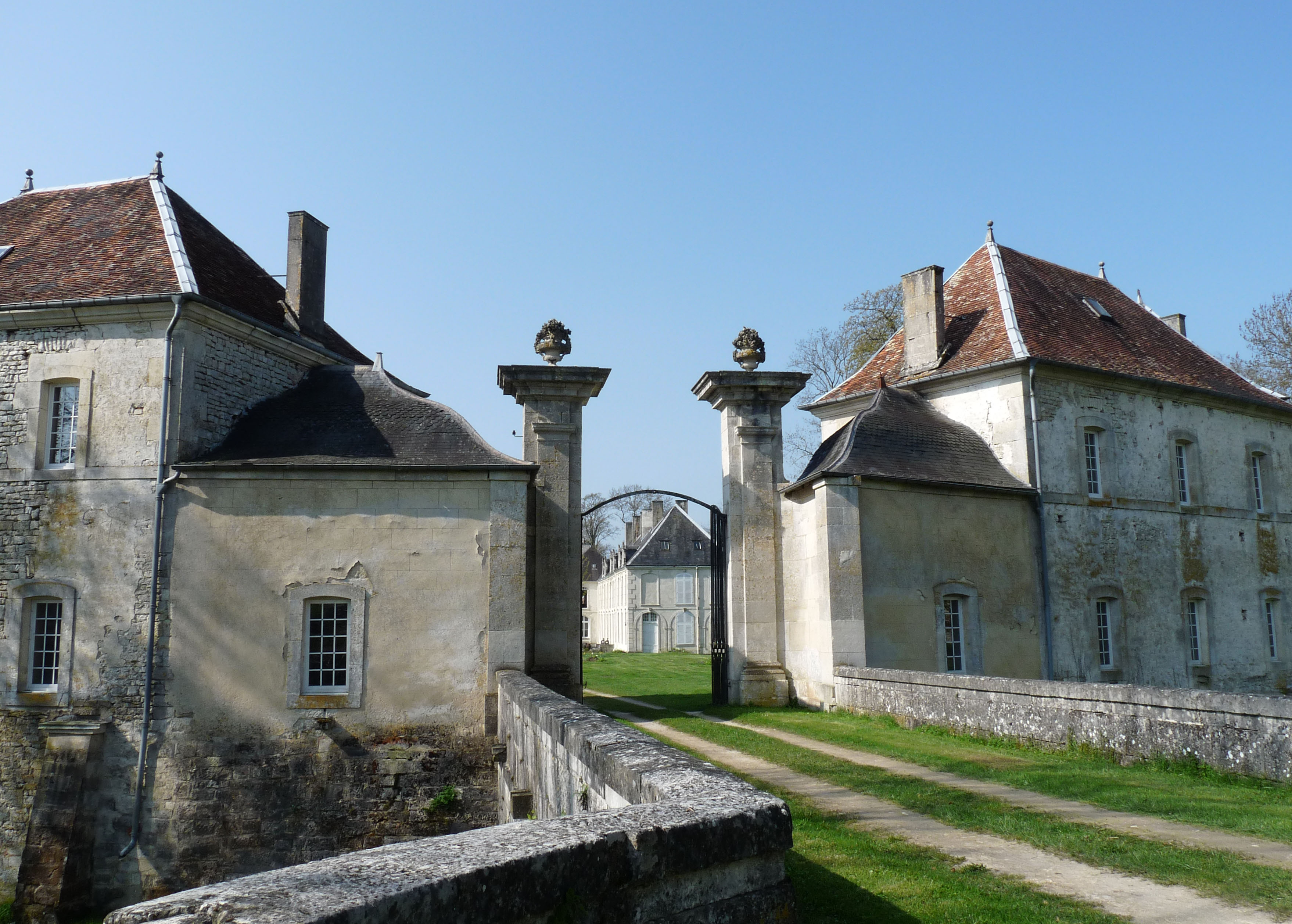
Zamek w Échenay, 2010
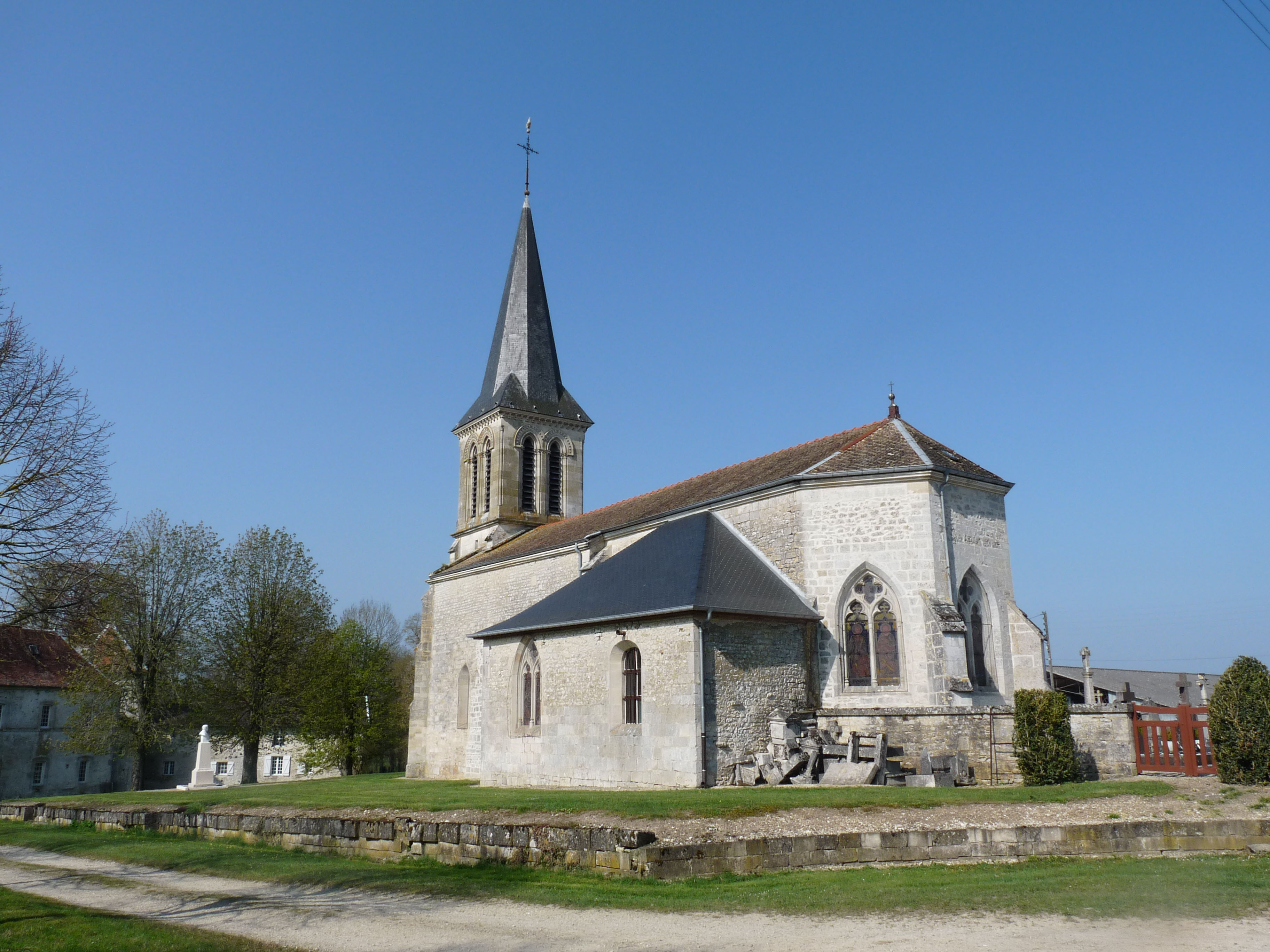
Kościół w Échenay, 2010